# Puerto de Saigón
El Puerto de Saigón (en vietnamita: Cảng Sài Gòn) es una red de puertos en la ciudad Ho Chi Minh. El nombre del puerto se deriva del antiguo nombre de la ciudad. Para el año 2011, es el puerto número 29 por el tamaño de sus contenedores en el mundo. El Puerto de Saigón tuvo un papel importante en la fundación y desarrollo de la ciudad de Saigón. Durante la era de la Indochina francesa, el puerto tuvo un papel significativo en la importación y exportación de materiales de la colonia. Hoy en día, esta red de puertos es el centro para la exportación e importación de mercancías en el sur de Vietnam - el centro económico de la nación, lo que representa más de dos tercios de la economía de Vietnam.